# Syrop z agawy

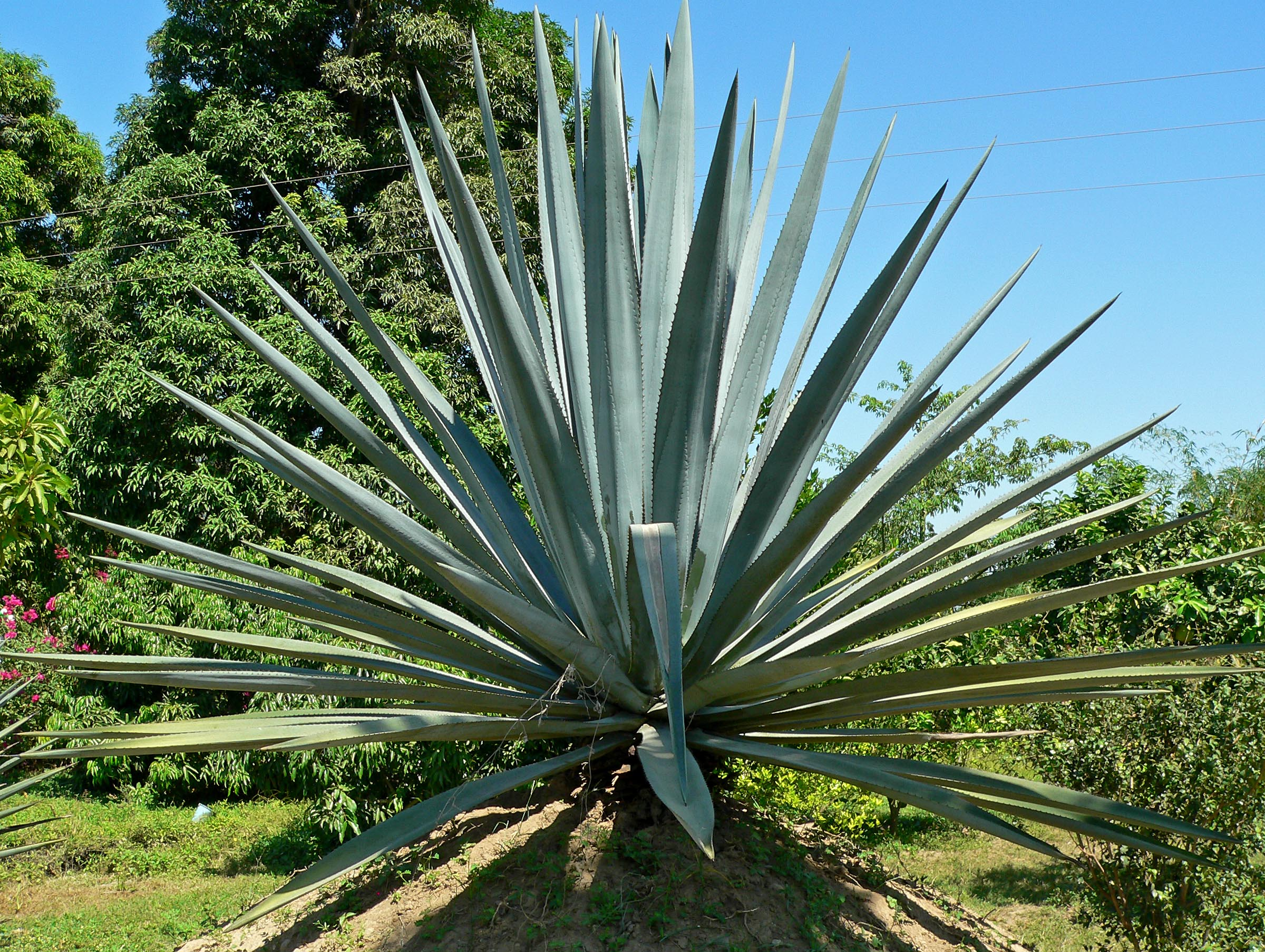
Agave tequilana

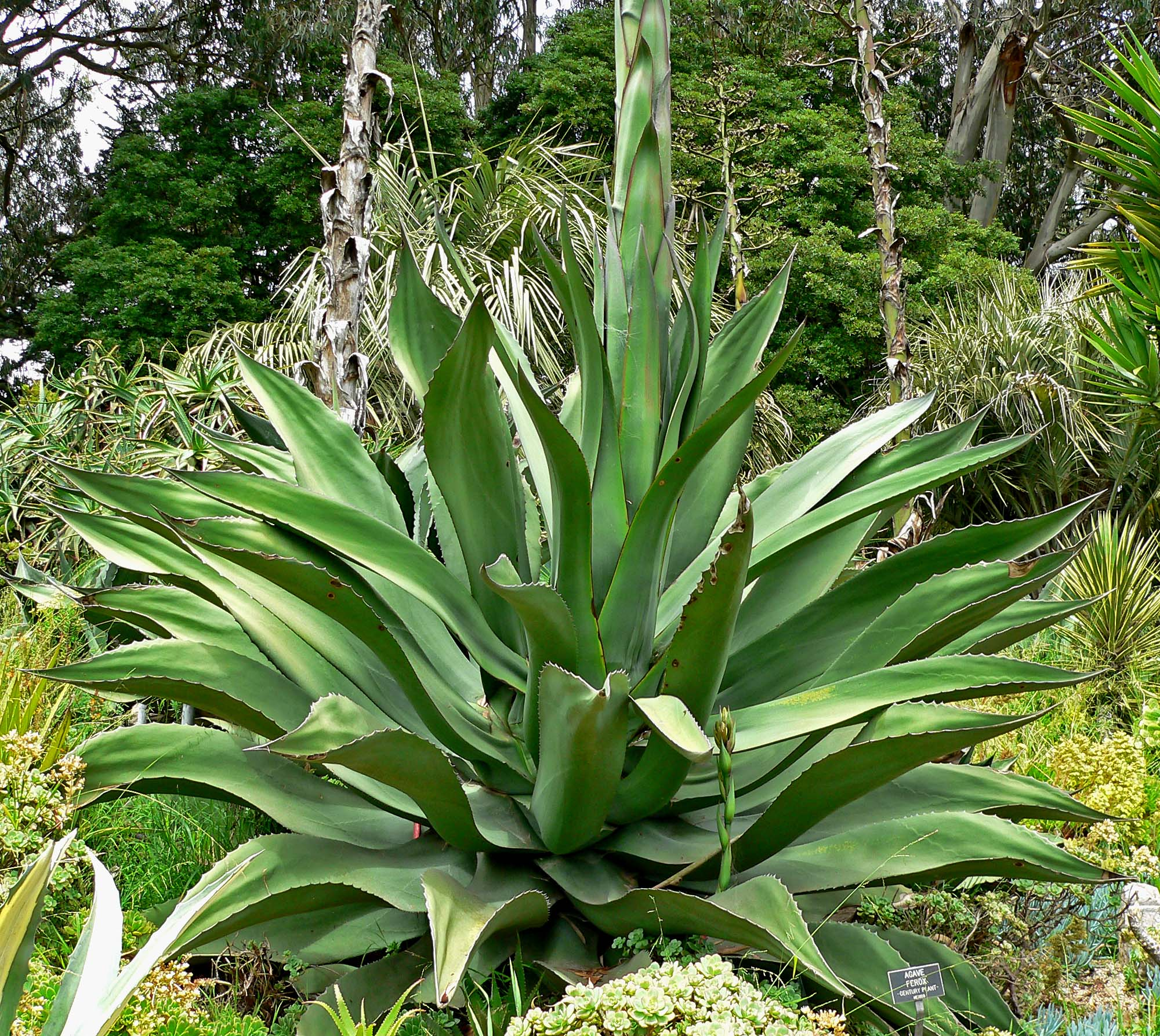
Agave salmiana

Syrop z agawy, nektar z agawy – środek słodzący produkowany w Meksyku z niektórych gatunków agawy, głównie z Agave tequilana oraz Agave salmiana. Ma przyjemny smak, porównywalny ze słabym miodem. Jest około trzykrotnie słodszy od cukru, jednocześnie posiadając od czterech do pięciu razy niższy indeks glikemiczny od miodu, dzięki czemu znalazł wiele zastosowań w sztuce kulinarnej.

## Produkcja
Aby wyprodukować nektar z agawy, z jej rdzenia wyciska się sok, który jest filtrowany, po czym podgrzewany, aby przeprowadzić hydrolizę cukrów złożonych w cukry proste, głównie fruktozę. Przefiltrowany i podgrzany sok zostaje skoncentrowany do syropopodobnego płynu, nieco mniej gęstego od miodu. Jego barwa waha się od jasnej do ciemnej, zależnie od stopnia przeprowadzenia procesu. Syrop naturalnie zawiera pewne ilości żelaza, wapnia, potasu i magnezu, które także wpływają na jego barwę.
Alternatywny proces bez użycia ciepła jest opisany w amerykańskim patencie, w którym do hydrolizy polifruktozanów we fruktozę stosuje się enzym uzyskiwany z kropidlaka czarnego (Aspergillus niger) Proces ten został zatwierdzony jako „uznawany za bezpieczny” przez amerykańską Agencję Żywności i Leków.
Syrop z agawy jest produkowany głównie w meksykańskich stanach Jalisco, Michoacán, Guanajuato i Tamaulipas.

## Skład
Syrop z agawy składa się głównie z fruktozy i glukozy. Zależnie od źródeł podaje się 92%-56% fruktozy i 20%-8% glukozy. Różnice te oddają zróżnicowanie pomiędzy składem uzyskiwanym przez różnych producentów syropu. Dzięki zawartości fruktozy oraz temu, iż indeks glikemiczny mierzy jedynie zawartość glukozy, syrop z agawy jest znany z wyjątkowo niskiego indeksu glikemicznego i ładunku glikemicznego. Pomimo tego niezwykle wysokie stężenie fruktozy (wyższe niż w wysokofruktozowym syropie kukurydzianym) może mieć negatywne skutki zdrowotne i powodować symptomy nietolerancji fruktozy (zespołu złego wchłaniania fruktozy).
Dostępny na rynku syrop z agawy był także przedmiotem krytyki, gdyż w późnych latach dziewięćdziesiątych, zawierał 90% termicznie lub chemicznie hydrolizowanej fruktozy. Produkt obecnie dostępny na rynku nadal zawiera przeważającą ilość fruktozy, ale jest ona hydrolizowana enzymatycznie, z użyciem enzymów naturalnych.

## Zastosowanie
Syrop z agawy jest w wielu przepisach kulinarnych stosowany zamiast cukru lub miodu. Weganie zastępują nim miód. Używany jest także jako słodzik w zimnych napojach, takich jak mrożona herbata, ponieważ bardzo dobrze rozpuszcza się w wodzie.
Nektary z agawy sprzedawane są w różnych odmianach: jasnych, bursztynowych, ciemnych oraz surowych. Jasny nektar ma łagodny, prawie neutralny smak i dlatego stosowany jest w delikatnych potrawach i drinkach. Nektar bursztynowy ma wyraźniejszy i słodszy smak karmelowy, stosowany jest więc w potrawach i drinkach o wyraźniejszym smaku. Najmocniejszy, bardzo słodki smak karmelowy ma nektar ciemny, używa się go więc, aby nadać deserom, daniom z drobiu, mięsa lub owoców morza wyrazisty smak. Bursztynowego i ciemnego nektaru używa się często jako polew do naleśników oraz gofrów. Surowa odmiana nektaru z agawy ma łagodny, neutralny smak. Jest produkowana w temperaturach poniżej 41°C, dlatego może być stosowana przez witarian.